# جورج إي. ألبي
جورج إي. ألبي (بالإنجليزية: George E. Albee)‏ هو عسكري أمريكي، ولد في 27 يناير 1845 في ليسبون في الولايات المتحدة، وتوفي في 24 مارس 1918 في لوريل في الولايات المتحدة.